# Xyrodes calorata
Xyrodes calorata är en skalbaggsart som beskrevs av Blackburn 1907. Xyrodes calorata ingår i släktet Xyrodes och familjen Melolonthidae. Inga underarter finns listade i Catalogue of Life.